# Jacek Kostrzewa (dziennikarz)
Jacek Kostrzewa (ur. 1962 w Warszawie) – polski dziennikarz sportowy, prezenter telewizyjny i spiker.

## Życiorys

### Kariera
Od 5 września 1994 roku do 31 maja 2005 roku prowadził Informacje sportowe i Wydarzenia sportowe, emitowane w Polsacie i Polsat News. W Polsacie Sport prowadził m.in. program bokserski "KO-TV" Podczas 14-letniej przerwy związanej z Polsatem, od 18 lipca 2005 roku do 30 września 2006 roku pracował w telewizji Canal+, a od 12 października 2006 roku do 31 maja 2019 roku pracował w nSport/nSport+.
Wystąpił też w 12. odcinku popularnego serialu komediowego Polsatu pt. Świat według Kiepskich (1999).
11 stycznia 2000 roku dostał nominacje do Telekamer 2000 w kat. Sport, gdzie dostał 5. miejsce.

## Prezenter
- 1994–2005 Informacje sportowe i Wydarzenia sportowe